# Nabil Aslam
Nabil Aslam (Kongens Lyngby, 3 agosto 1984) è un ex calciatore danese naturalizzato pakistano, di ruolo difensore.

## Carriera

### Club
Gioca con le giovanili del Brøndby e del Frem. Nel 2003 il Frem lo promuove in prima squadra. Gioca al Frem fino al 2008, salvo una parentesi in prestito all'Hvidovre. Nel luglio 2008 viene acquistato dall'Horsens, in cui milita per 8 anni. Il 29 agosto 2014 viene ufficializzato il suo passaggio all'AB. Dopo aver collezionato 8 presenze in campionato, il 23 marzo 2015 viene ceduto allo Svebølle. Il 9 luglio 2016 il Kalundborg ne ufficializza l'arrivo.

### Nazionale
Ha debuttato con la nazionale pakistana il 12 marzo 2015, in Yemen-Pakistan.

## Statistiche

### Cronologia presenze e reti in Nazionale
| Cronologia completa delle presenze e delle reti in nazionale ― Pakistan | Cronologia completa delle presenze e delle reti in nazionale ― Pakistan | Cronologia completa delle presenze e delle reti in nazionale ― Pakistan | Cronologia completa delle presenze e delle reti in nazionale ― Pakistan | Cronologia completa delle presenze e delle reti in nazionale ― Pakistan | Cronologia completa delle presenze e delle reti in nazionale ― Pakistan | Cronologia completa delle presenze e delle reti in nazionale ― Pakistan | Cronologia completa delle presenze e delle reti in nazionale ― Pakistan |
| Data                                                                    | Città                                                                   | In casa                                                                 | Risultato                                                               | Ospiti                                                                  | Competizione                                                            | Reti                                                                    | Note                                                                    |
| ----------------------------------------------------------------------- | ----------------------------------------------------------------------- | ----------------------------------------------------------------------- | ----------------------------------------------------------------------- | ----------------------------------------------------------------------- | ----------------------------------------------------------------------- | ----------------------------------------------------------------------- | ----------------------------------------------------------------------- |
| 12-03-2015                                                              | Doha                                                                    | Yemen                                                                   | 3 – 1                                                                   | Pakistan                                                                | Qual. Mondiali 2018                                                     | -                                                                       |                                                                         |
| Totale                                                                  |                                                                         | Presenze                                                                | 1                                                                       |                                                                         | Reti                                                                    | 0                                                                       |                                                                         |